# بات ماكي
بات ماكي (بالإنجليزية: Pat Mackie)‏ هو نقابي أسترالي، ولد في 30 أكتوبر 1914، وتوفي في 19 نوفمبر 2009.